# Dagabur (1937)
| «Дагабур»                                                                | «Дагабур» | «Дагабур» |
| ------------------------------------------------------------------------ | --- | --- |
| Dagabur                                                                  | | |
|                                                                          | | |
| Італійський підводний човен «Дагабур»                                    | | |
| Верф                                                                     | Cantieri navali Tosi di Taranto, Таранто | Cantieri navali Tosi di Taranto, Таранто |
| Під прапором                                                             | Королівство Італія | Королівство Італія |
| Належність                                                               | Королівські військово-морські сили Італії | Королівські військово-морські сили Італії |
| Порт приписки                                                            | Таранто, Тобрук, Кальярі | Таранто, Тобрук, Кальярі |
| На честь                                                                 | міста Дегехабур в окупованій Ефіопії | міста Дегехабур в окупованій Ефіопії |
| Закладений                                                               | 16 квітня 1936 | 16 квітня 1936 |
| Спуск на воду                                                            | 22 листопада 1936 | 22 листопада 1936 |
| Введений до складу флоту                                                 | 9 квітня 1937 | 9 квітня 1937 |
| На службі                                                                | 1937–1942 | 1937–1942 |
| Загибель                                                                 | 12 серпня 1942 року затоплений тараном британського есмінця «Волверін» південніше Балеарських островів | 12 серпня 1942 року затоплений тараном британського есмінця «Волверін» південніше Балеарських островів |
| Бойовий досвід                                                           | Друга світова війна Битва на Середземному морі | Друга світова війна Битва на Середземному морі |
| Проєкт                                                                   | | |
| Тип ПЧ                                                                   | дизель-електричний прибережний підводний човен | дизель-електричний прибережний підводний човен |
| Основні характеристики                                                   | | |
| Швидкість (надводна)                                                     | 14 вузлів (25,9 км/год) | 14 вузлів (25,9 км/год) |
| Швидкість (підводна)                                                     | 7,5 вузлів (13,9 км/год) | 7,5 вузлів (13,9 км/год) |
| Робоча глибина занурення                                                 | 75 м | 75 м |
| Гранична глибина занурення                                               | 100 м | 100 м |
| Дальність плавання                                                       | 3 180 миль (5890 км) на швидкості 10,5 вузлів (19,4 км) у надводному положенні 74 милі (137 км) на швидкості 4 вузли (7,4 км) у підводному положенні або 7,5 миль (13,9 км) на швидкості 7,5 вузлів (13,9 км) у підводному положенні | 3 180 миль (5890 км) на швидкості 10,5 вузлів (19,4 км) у надводному положенні 74 милі (137 км) на швидкості 4 вузли (7,4 км) у підводному положенні або 7,5 миль (13,9 км) на швидкості 7,5 вузлів (13,9 км) у підводному положенні |
| Екіпаж                                                                   | 44 офіцери та матроси | 44 офіцери та матроси |
| Розміри                                                                  | | |
| Довжина найбільша (по КВЛ)                                               | 60,18 м | 60,18 м |
| Ширина корпусу найб.                                                     | 6,45 м | 6,45 м |
| Середня осадка (по КВЛ)                                                  | 4,6 м | 4,6 м |
| Водотоннажність надводна                                                 | 697,25 тонн | 697,25 тонн |
| Водотоннажність підводна                                                 | 856,40 тонн | 856,40 тонн |
| Силова установка                                                         | | |
| Дизель-електрична: 2 × дизельних двигуни Tosi 2 × електродвигуни Ansaldo | | |
| Гвинти                                                                   | 2 | 2 |
| Потужність                                                               | 1500 к. с. (дизелі) 800 к. с. (електродвигун) | 1500 к. с. (дизелі) 800 к. с. (електродвигун) |
| Озброєння                                                                | | |
| Артилерія                                                                | 1 × 100-мм зенітна гармата Škoda 10 cm K10 | 1 × 100-мм зенітна гармата Škoda 10 cm K10 |
| Торпедно- мінне озброєння                                                | 6 × 533-мм торпедних апаратів 12 торпед | 6 × 533-мм торпедних апаратів 12 торпед |
| ППО                                                                      | 2 × 12,7-мм зенітних кулемети Breda Model 1931 | 2 × 12,7-мм зенітних кулемети Breda Model 1931 |

«Дагабур» (італ. Dagabur) — військовий корабель, дизель-електричний прибережний підводний човен 600-тонної серії типу «Адуа» Королівських ВМС Італії за часів Другої світової війни. «Дагабур» був закладений 16 квітня 1936 року на верфі компанії Cantieri navali Tosi di Taranto у Таранто. 22 листопада 1936 року він був спущений на воду, а 9 квітня 1937 року увійшов до складу Королівських ВМС Італії.
За час служби «Дагабур» здійснив 23 бойових походи, в яких провів 179 діб, пройшовши 17 364 милі в надводному положенні та 3888 — у підводному положенні.

## Історія служби
25 квітня 1937 року «Дагабур» увійшов до 43-ї ескадри підводних човнів у Таранто. Протягом 1937 року він проводив тренування та навчання на Додеканесі та в Лівії. З серпня по вересень 1937 року човен виконав три місії під час громадянської війни в Іспанії. Під час першого, 13 серпня 1937 року «Дагабур» невдало атакував корабель під час патрулювання в Егейському морі. У 1938 році його перевели до Тобрука, а в 1940 році він повернувся до Італії та був включений до 46-ї ескадри (IV група підводних човнів), що базувалася спочатку в Таранто, а потім у Августі.
Після вступу Італії у Другу світову війну «Дагабур» під командуванням капітана Доменіко Романо брав участь у різних оборонних місіях, головним чином протичовнових, у затоці Таранто та біля берегів Тунісу та Лівії. Під час цих місій він не стикався з ворожими силами.
1 січня 1941 року «Дагабур» почав своє патрулювання біля узбережжя Киренаїки, яке тривало до 12 січня, але воно пройшло без ускладнень.
19 лютого 1941 року італійський човен безуспішно патрулював поблизу Мальти.
На початку серпня 1942 року «Дагабур» під командуванням капітана Ренато Пекорі залишив Кальярі та був направлений патрулювати зону між Ібіцею та Майоркою та північним узбережжям Алжиру. 10 серпня 1942 року човен отримав наказ повідомляти про виявлення ворожих сил, але не атакувати кораблі до початку британської операції «П'єдестал». 11 серпня 1942 року він помітив британські сили, що були частиною операції «Беллоуз», включаючи британський авіаносець «Фьюріос» і вісім есмінців на південь від Балеарських островів. Наступного дня «Дагабур» намагався маневрувати, щоб непомітно вийти на поверхню й продовжити переслідування, але був помічений, атакований і протаранений есмінцем «Волверін» і затонув з усіма членами екіпажу. «Волверін» також був пошкоджений під час зіткнення, і його довелося супроводжувати назад до Гібралтару для ремонту.